# Dinosaur Ridge

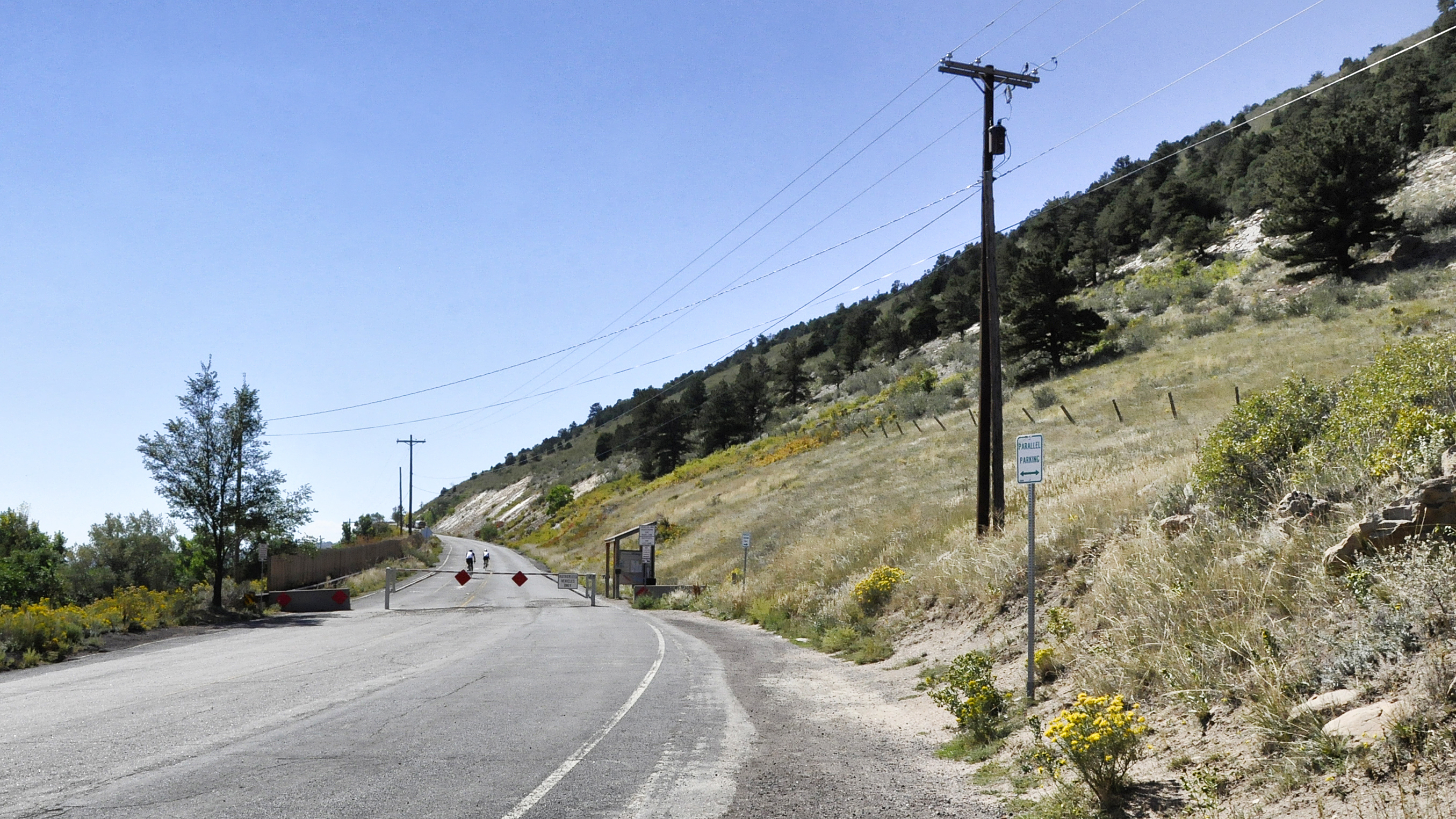
De oostelijke zijde van Dinosaur Ridge

Dinosaur Ridge (Nederlands: Dinosauriërrichel) is een plek, 5 km ten noorden van de plaats Morrison, in de Amerikaanse staat Colorado. De bergkam kreeg bekendheid toen de geoloog Arthur Lakes en zijn vriend kapitein Henry Beckwith hier in 1877 grote wervels van een dinosauriër vonden.
Lakes en Beckwith openden hierin tien groeven. De vindplaats maakt deel uit van wat later de Morrisonformatie genoemd zou worden, die dateert uit het Kimmeridgien-Tithonien, ongeveer 150 miljoen jaar oud. De wervels, specimen YPM 1835, benoemde professor Othniel Charles Marsh in juli 1877 als Titanosaurus montanus; toen die naam al bezet bleek, veranderde hij die in Atlantosaurus. Het ging hier om de resten van een sauropode uit wat een van de rijkste dinosauriërvindplaatsen ter wereld zou blijken te zijn, bestaande uit beenderlagen die zich mijlenver uitstrekten. De vergroeide wervels werden in 1903 geclassificeerd als behorend bij een Apatosaurus.

## Beenderen en sporen

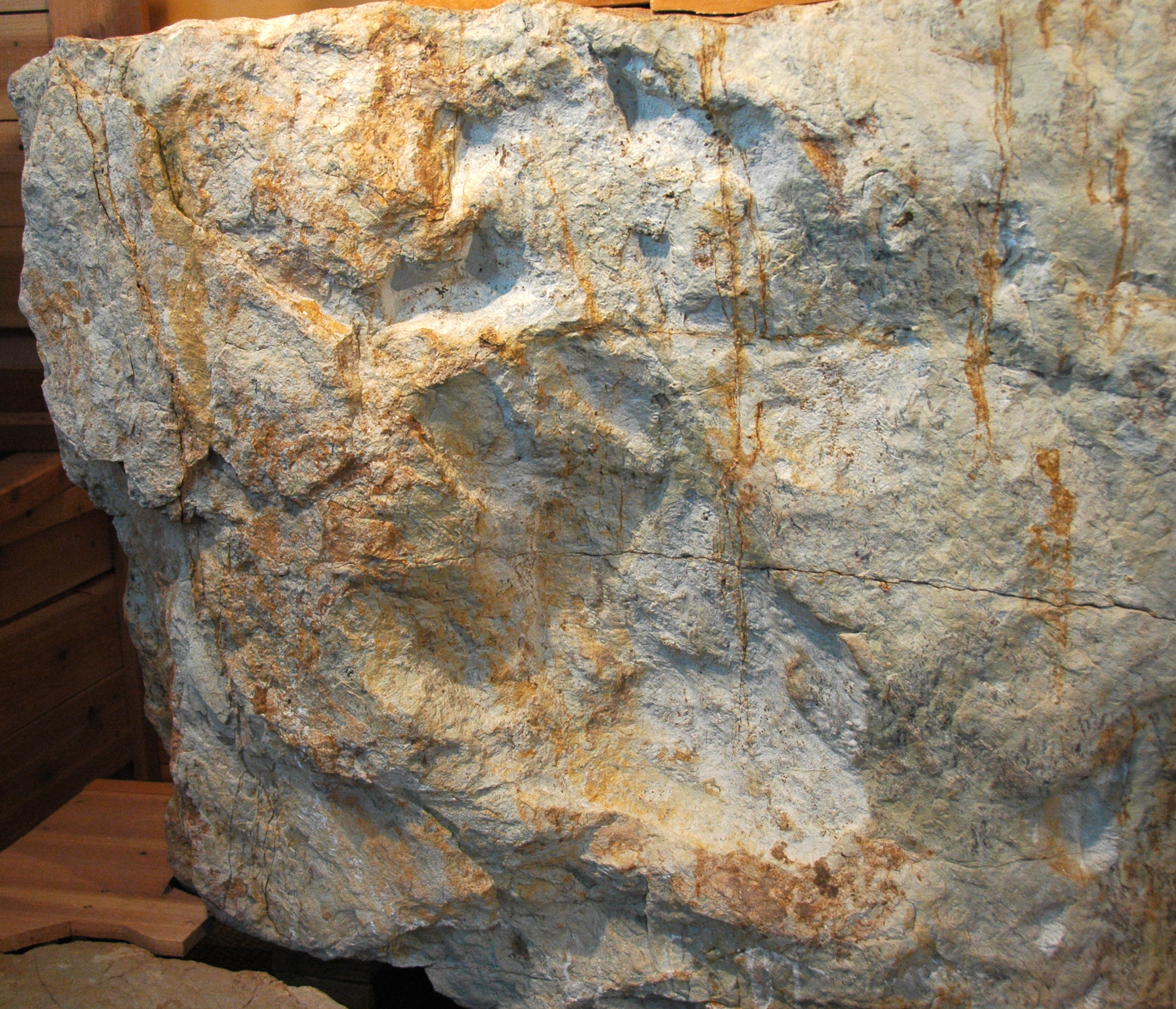
Afdrukken van stegosauriërs uit Colorado

Aan de oostelijke zijde van de richel zijn honderden sporen van dinosauriërs in zandsteen te zien. Voor de duidelijkheid zijn ze zwart gemarkeerd. De sporen werden in 1937 ontdekt tijdens de aanleg van een weg, de Alameda Parkway. Ze werden toen donker geschilderd om er beter foto's van te kunnen maken. Aan de westelijke zijde liggen in de bergwand 150 miljoen jaar oude beenderen van de oudere verwanten van deze van de aardbodem verdwenen dieren. Op Dinosaur Ridge werden ook voor het eerst resten van een allosaurus, diplodocus en stegosaurus gevonden. In 2006 vond men hier sporen van volwassen stegosauriërs.
De meeste sporen zijn later achtergelaten, 100 miljoen jaar geleden tijdens het Albien. De getijden van een binnenzee vormden toen moerassen langs het strand en het zand van het strand geraakte bedekt met modder. Deze modderlagen zetten zich om tot mudstone die later door erosie weer verdween. Zo kwam de zandsteen die nu zichtbaar is aan de oppervlakte. De sporen van de dinosauriërs in de zandsteen suggereren dat ze, terwijl ze door de modder liepen, ook afdrukken achterlieten in het eronderliggend zand, zogenaamde underprints. De meeste afdrukken lopen parallel aan de kustlijn. Het is nooit helemaal zeker welk dier een spoor achtergelaten heeft en daarom krijgen sporentypen aparte namen. De meeste sporen op Dinosaur Ridge zijn van een of ander lid van de Euornithopoda dat op vier poten liep. Het ichnogenus, de geslachtsnaam voor dit type spoor, is Caririchnium. Het ging om een grote planteneter die wat leek op Iguanodon. Zijn achterpoten lieten grote drietenige afdrukken achter. Kleine afdrukjes zijn voor de grote geplaatst door de smalle handen van de voorpoten. Sporen van de twee grootste individuen die op het veld zijn aangetroffen, liepen evenwijdig. Hetzelfde geldt voor sporen van drie middelgrote dieren. Dit wijst op een leven in kudden. Er zijn ook afdrukken te zien van een kleine vleeseter, een theropode die vermoedelijk een vroeg lid van de Coelurosauria was.
De dinosauriërsporen op Dinosaur Ridge zijn deel van een groot sporenveld, Dinosaur Freeway genoemd, in de Dakotagroep, gevormd tijdens het vroege Krijt, en meer dan 600 km lang. Het loopt van Boulder in de staat Colorado tot in het oosten van de staat New Mexico.

## Dinosaur Ridge vroeger
Dinosaur Ridge ligt op de oostelijke rand van de Rocky Mountains en de Golden Fault, een breuk die de vroeger vlakke zandsteenlaag deed kantelen. Aan de oostelijke zijde is een 40 m brede inham te zien van de binnenzee, de Western Interior Seaway die een deel van het westen van Noord-Amerika bedekte. De versteende rimpelingen die het ondiepe water tijdens het Krijt in de bodem achterliet zijn bewaard gebleven. Er zijn sporen te zien die zwemmende krokodillen achterlieten op de bodem van deze verdwenen binnenzee. Die werden door paleontoloog David Gillette eerst aangezien voor de sporen van pterosauriërs.

## Dinosaur Ridge Exhibit Hall
Op korte afstand, ten noorden van Dinosaur Ridge, ligt een kleine tentoonstellingsruimte met parking. Op deze plek staan een aantal replica's van dinosauriërs (van Pools fabricaat). Vandaar leidt een weg - afgesloten voor verkeer - eerst langs de 1,5 km lange oostelijke zijde van Dinosaur Ridge. Via een haarspeldbocht bereikt men de westelijke zijde. Men organiseert ook bezoeken per autobus. Men waarschuwt voor ratelslangen en vallende rotsblokken.

## Triceratops Trail
Ongeveer 8 km ten noorden van Dinosaur Ridge, in de plaats Golden, dicht bij het kruispunt van 6th Avenue en 19th Street ligt Triceratops Trail. Een wandelpad van 2,5 km voert langs kleiputten en verticale wanden van zandsteen met sporen van dinosauriërs, insecten, vogels, zoogdieren, ongewervelden en afdrukken van planten. De sporen hier zijn jonger - 68 miljoen jaar oud - dan die van Dinosaur Ridge en ze zijn negatief (de afdruk van het dier is opgevuld met sediment en dit werd bewaard), anders dan die op Dinosaur Ridge. Ze maken deel uit van de Laramieformatie die dateert uit het Maastrichtien. De sporen van Triceratops hier waren in de jaren tachtig de eersten die ooit van dit dier werden ontdekt. Ze bewezen dat de voorpoten tamelijk recht onder het lichaam werden gehouden, niet sterk gespreid zoals eerder wel werd aangenomen. Eén enkele afdruk is gevonden, zestig centimeter lang, van een grote theropode die misschien wel Tyrannosaurus rex was.

## Afbeeldingen

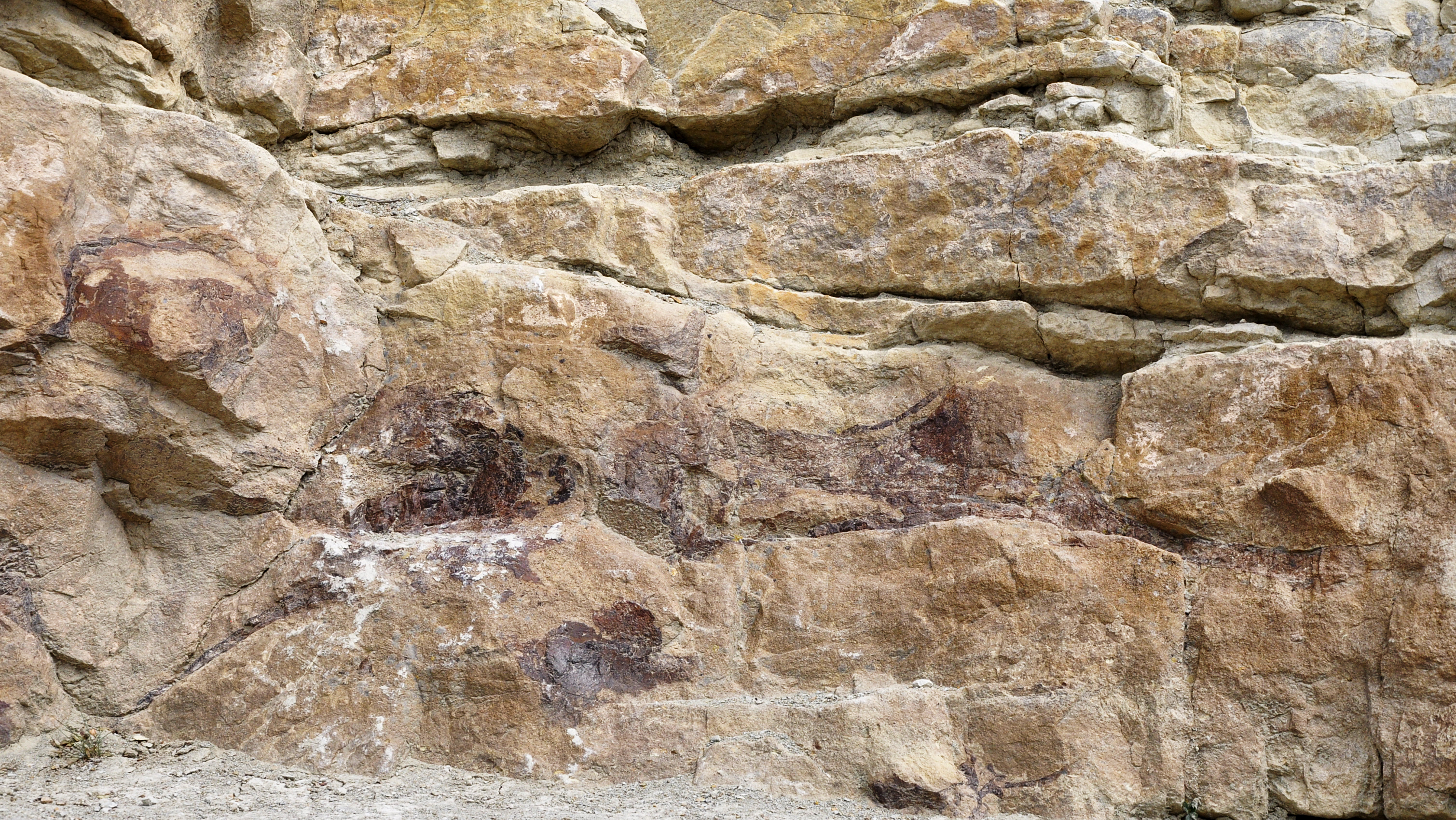
Gefossiliseerde beenderen van de achterpoot van een euornithopode dinosauriër op Dinosaur Ridge
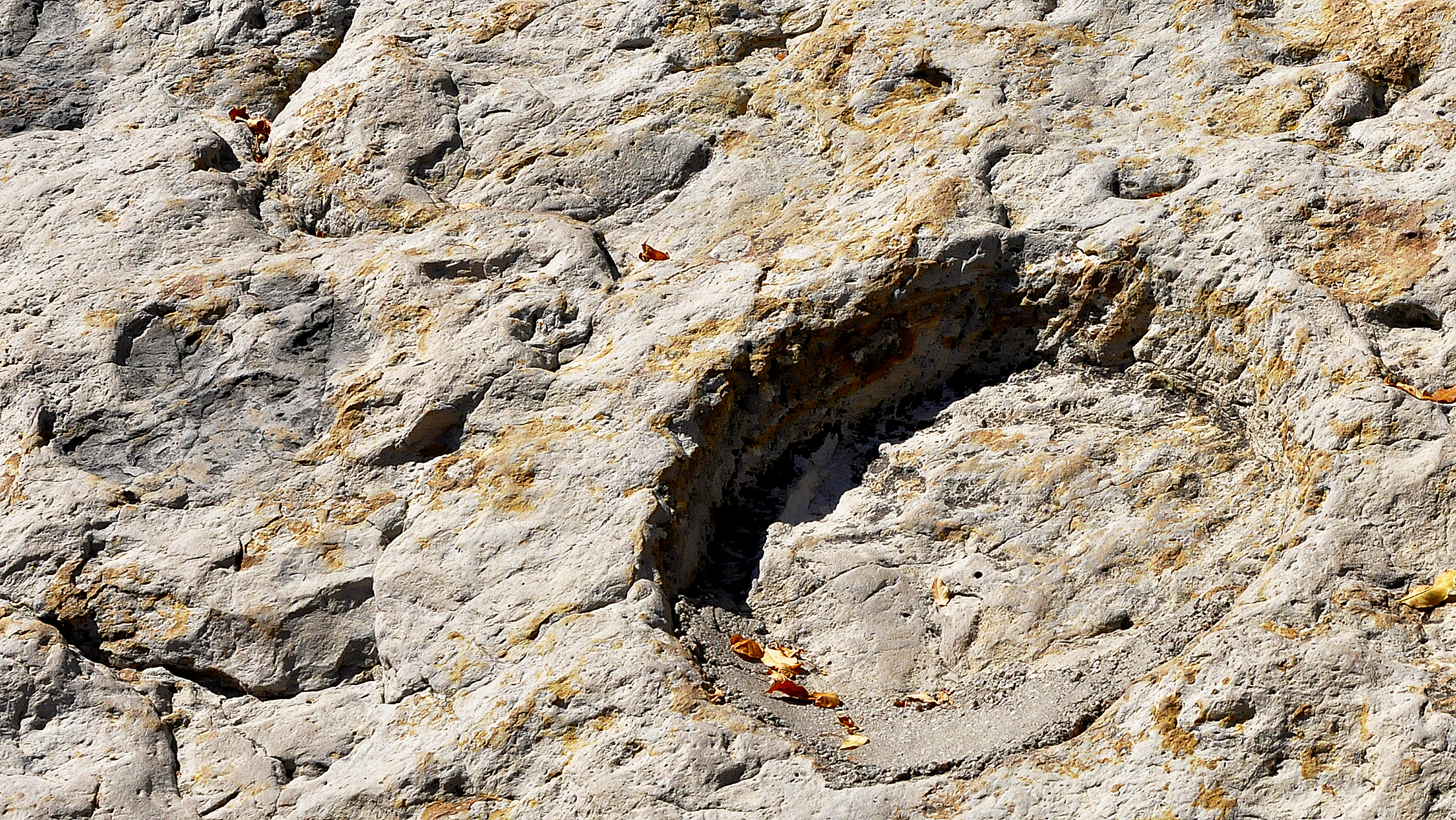
Voetafdruk van een sauropode dinosauriër in de Dakotaformatie op de oostelijke zijde van Dinosaur Ridge
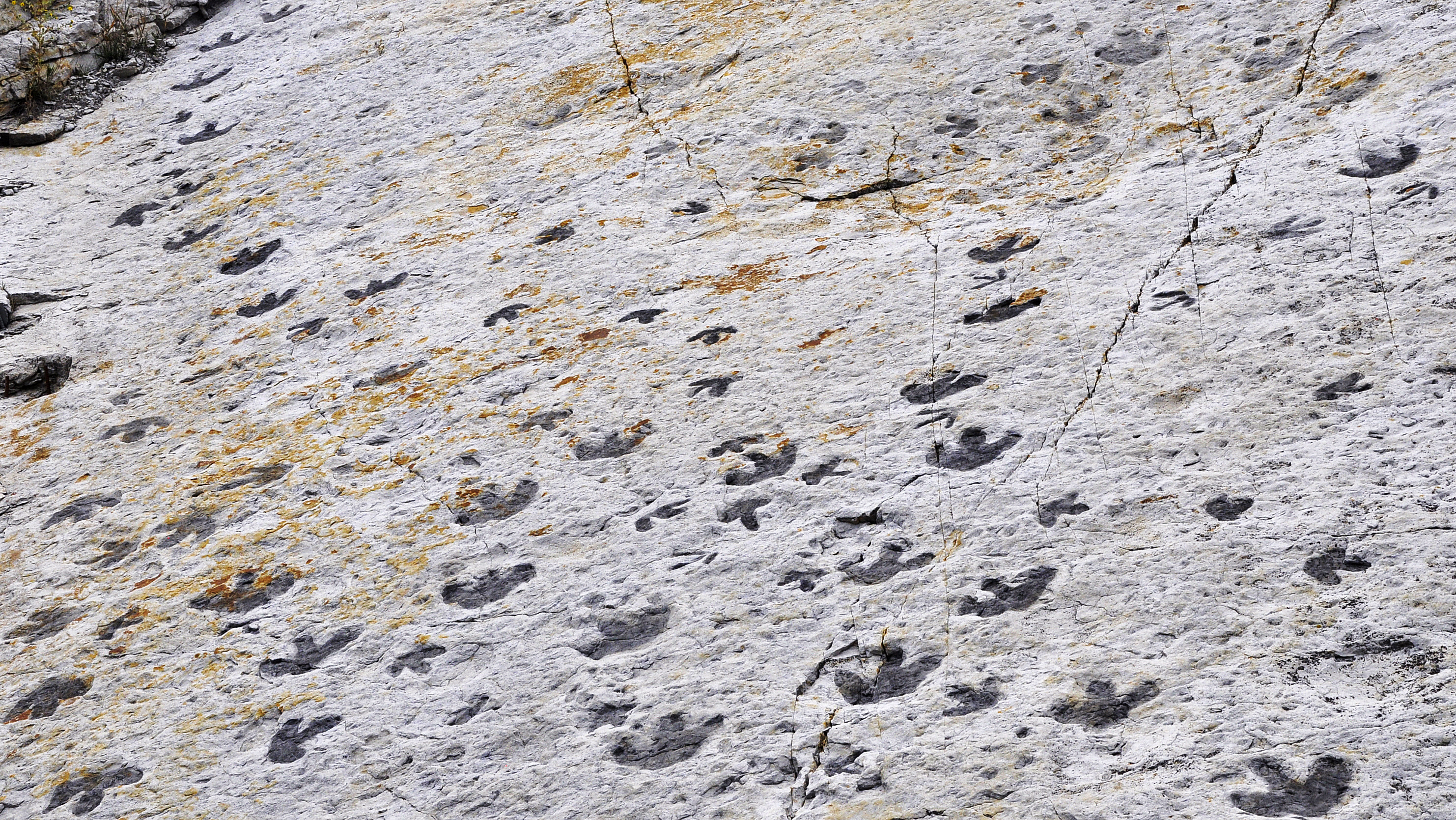
Dinosaur Freeway met de kleinere sporen van een ornithomimide en Caririchnium-sporen van een op Iguanodon lijkend dier
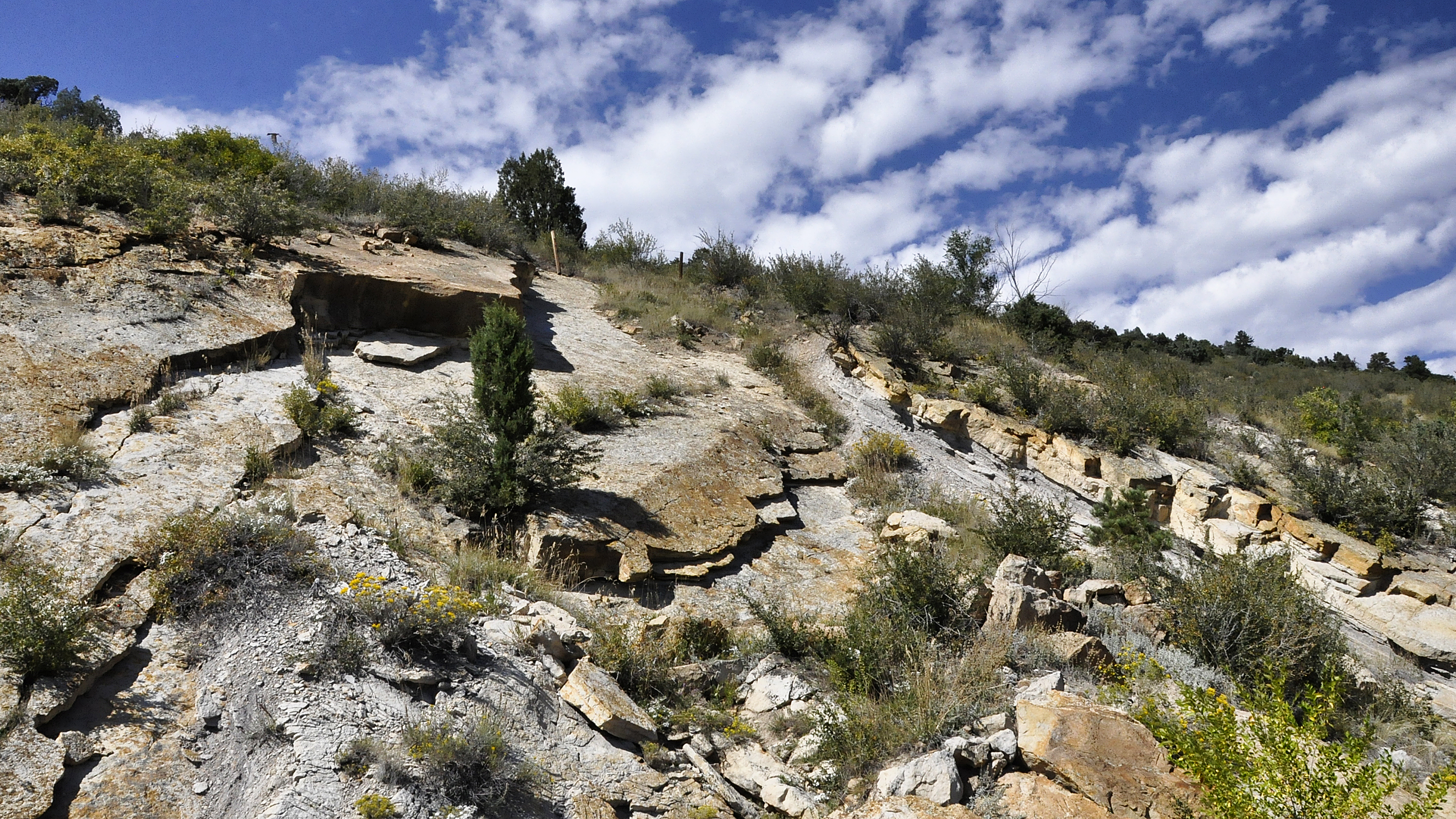
Crocodile Creek - de inham in de Western Interior Seaway
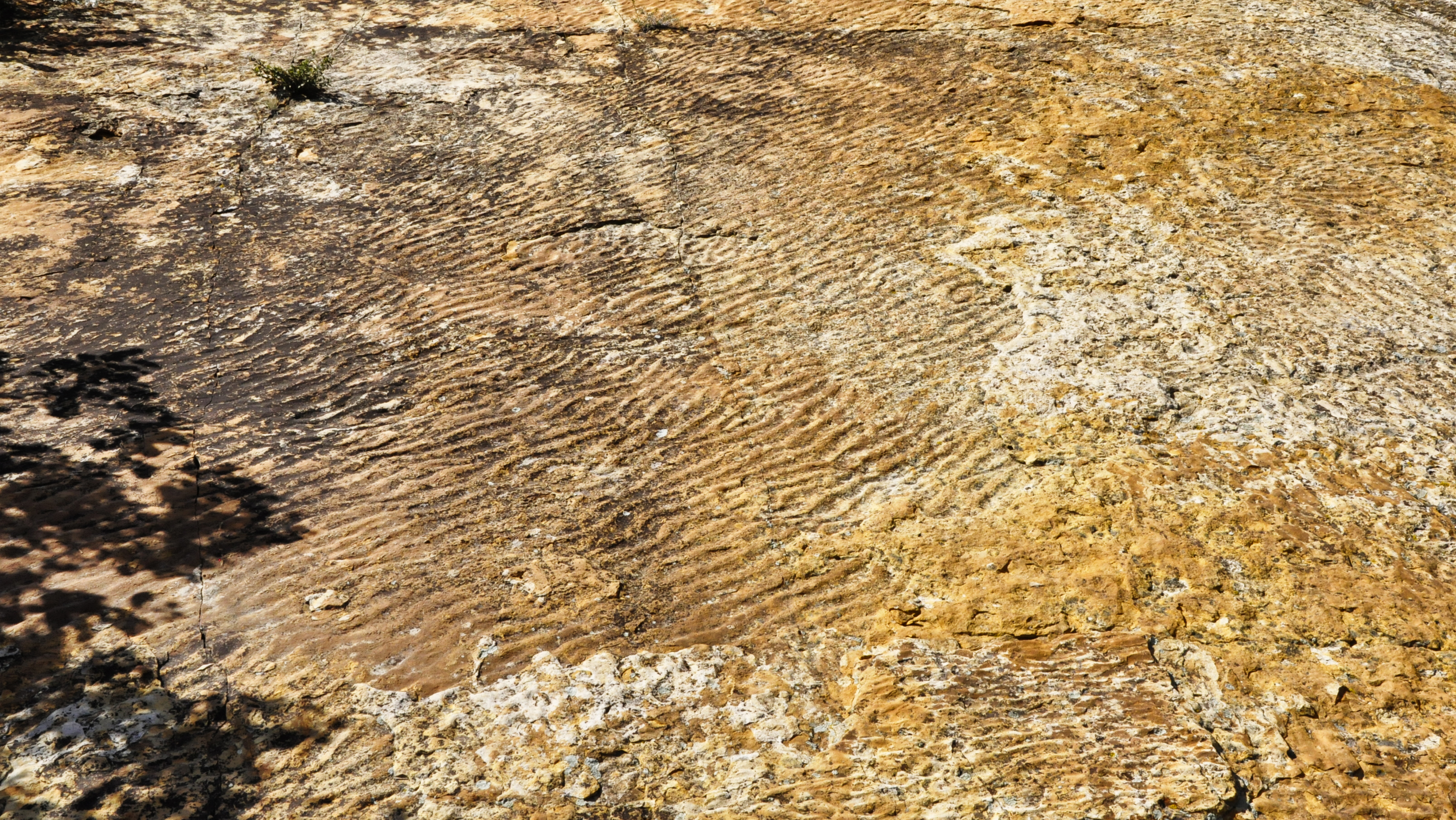
Versteende rimpelingen
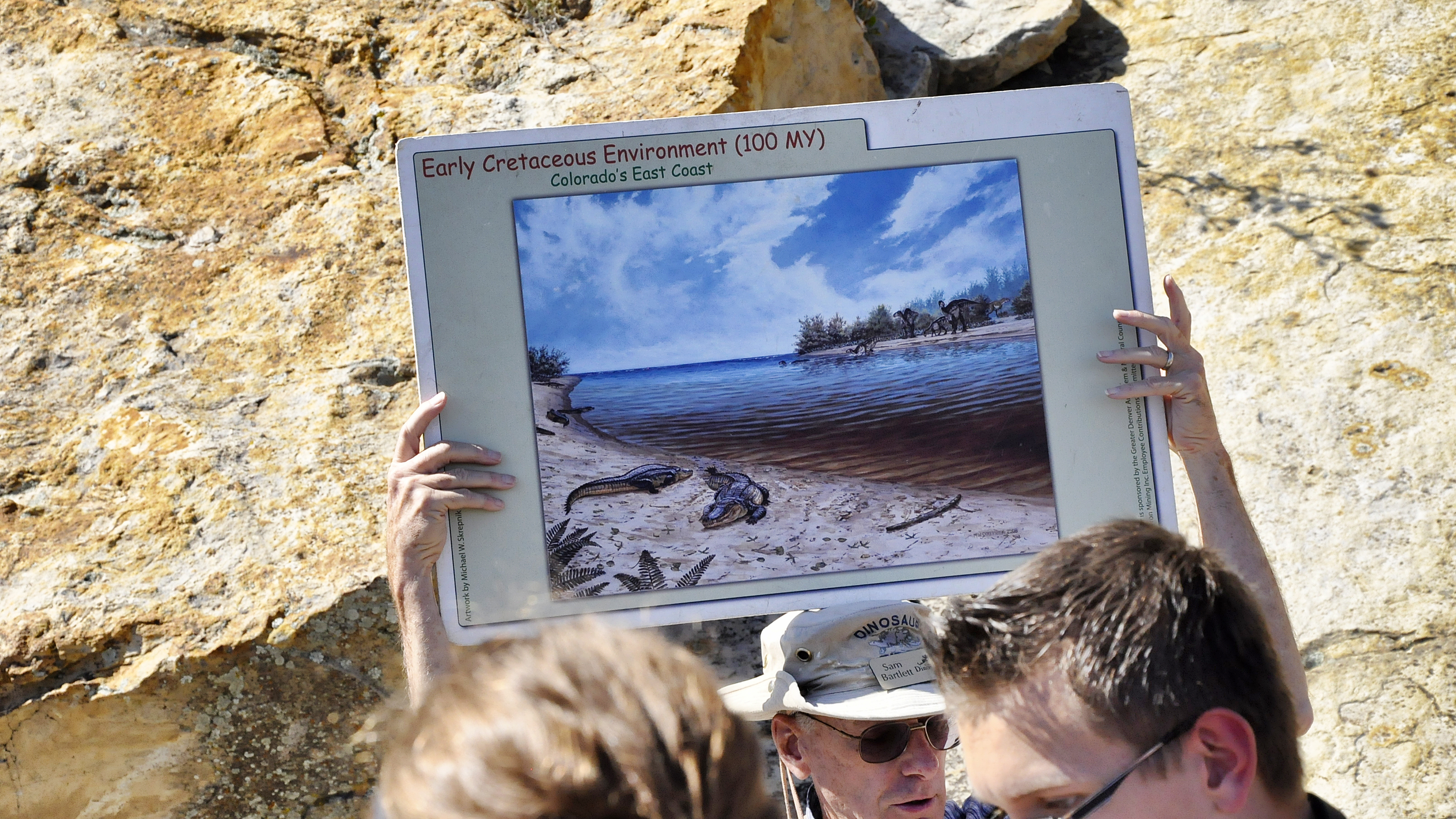
Sam Bartlett als gids